# Sajama
Il Sajama (in lingua aymara Chak Xaña), è un vulcano delle Ande, con i suoi 6.542 metri è l'ottavo per altezza al mondo, si trova nel territorio della Bolivia.
La montagna è uno stratovulcano che si trova nel Parco Nazionale Sajama al nord-est del Dipartimento di Oruro. Forma parte della Cordigliera occidentale delle Ande ed è la vetta più elevata del paese. 
Sui suoi pendii si incontrano piante della specie Polylepis tarapacana della famiglia delle rosacee che cresce fino ad oltre 5.000 metri, arbusti che formano un bosco considerato il più alto del mondo.
La sua prima ascensione avvenne il 4 ottobre 1939 ad opera degli austriaci Wilfrid Kühm e Josef Prem. Sulla sua cima arrotondata si è disputata sia pure simbolicamente una partita di calcio amatoriale resa particolarmente difficoltosa dalla carenza di ossigeno.
L'ultima eruzione risale al Pleistocene.

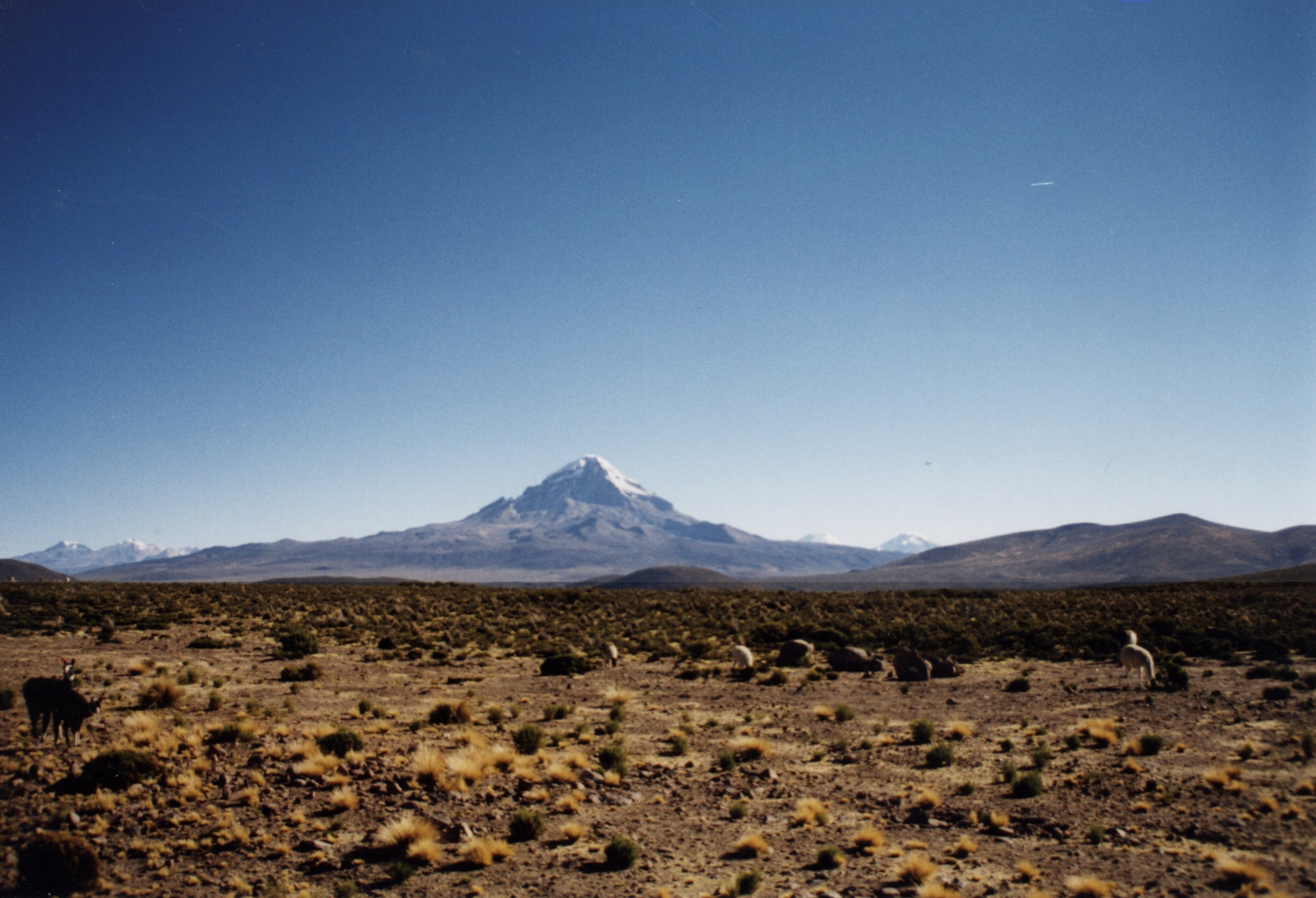
Un'altra immagine del vulcano.